# Соколово (Мстиславский район)
Соколово (бел. Сакалова) — деревня в Мстиславском районе Могилёвской области Белоруссии. Входит в состав Подсолтовского сельсовета.

## География
Деревня находится в северо-восточной части Могилёвской области, в пределах Оршанско-Могилёвской равнины, вблизи государственной границы с Российской Федерацией, на расстоянии примерно 28 километров (по прямой) к северо-западу от Мстиславля, административного центра района. Абсолютная высота — 201 метр над уровнем моря.

## История
В конце XVIII века деревня входила в состав Мстиславского воеводства Великого княжества Литовского.
Согласно «Списку населенных мест Могилёвской губернии» 1910 года издания населённый пункт входил в состав Шамовского сельского общества Шамовской волости Мстиславского уезда Могилёвской губернии. Имелось 18 дворов и проживало 97 человек (46 мужчин и 51 женщина).
До 2013 года Соколово входило в состав ныне упразднённого Раздельского сельсовета.

## Население
По данным переписи 2009 года, в деревне проживало 38 человек.